# Яроцинський фестиваль
Яроцинський фестиваль — один з найвідоміших фестивалів в Польщі, що відбувається в селі Яроцин.

## Історія
Заснований у 1980 році, фестиваль базувався на попередньому Великопольське Ритми Млодих (Велика Польща Ритми молоді), яка була організована в Яроцин з 1971 р. У 1980 р. завдяки Вальтер Челстовський за ініціативою, її назву було змінено на Ogólnopolski Przegląd Muzyki Młodej Generacji w Jarocinie (Всепольський огляд музики молодого покоління в Яроцині), а згодом були запрошені музиканти та колективи з усієї країни. Пізніше його назву знову змінили на Фестиваль Музикув Рочкович (Фестиваль рок-музикантів).

## Особливості проведення
Фестиваль Яроцина за своєю організацією та атмосферою базувався на знаменитому американському Фестиваль Вудсток, тому його іноді називають польським Вудстоком. У 1980-х це було розцінено як втечу від сірості, бідної реальності пізнього періоду Польська Народна Республіка. Він тривав 3 дні і зазвичай проводився на початку серпня. Фестиваль залучив тисячі шанувальників (наприклад, у 1986 році їх було понад 30 000), які жили в наметах і приїжджали слухати музику, яку в іншому випадку важко (або ніколи) не звучало на польському радіо чи телебаченні. Тим не менше, багато хто вважає, що Яроцин був розроблений тоталітарним урядом спецслужби, створити «безпечну торгову точку» для неспокійної польської молоді.
Протягом фестивалю звучала різноманітна музика, але загалом кажучи, «альтернативні» жанри — блюз, рок, важкий метал, панк-рок, і реггі були відіграні. Групи виступали на двох сценах, а більша — на місцевій футбол висота тону. Багато шанувальників брали з собою касетофони для запису музики. Це була одна з єдиних можливостей записувати та розповсюджувати музику на касетах, які не з'являлися в офіційних ЗМІ.
Фестиваль Яроцин втратив свою популярність на початку 1990-х років, після розпаду Східний блок і, як наслідок, легший доступ до альтернативної музики. Нове покоління відвідувачів фестивалю було також більш агресивним, і в 1994 році, після заворушень та сутичок з поліцією, фестиваль було призупинено. Він знову відновився у 2005 році.
Це подія, на якій виступають найбільші польські зірки .

## Світлини

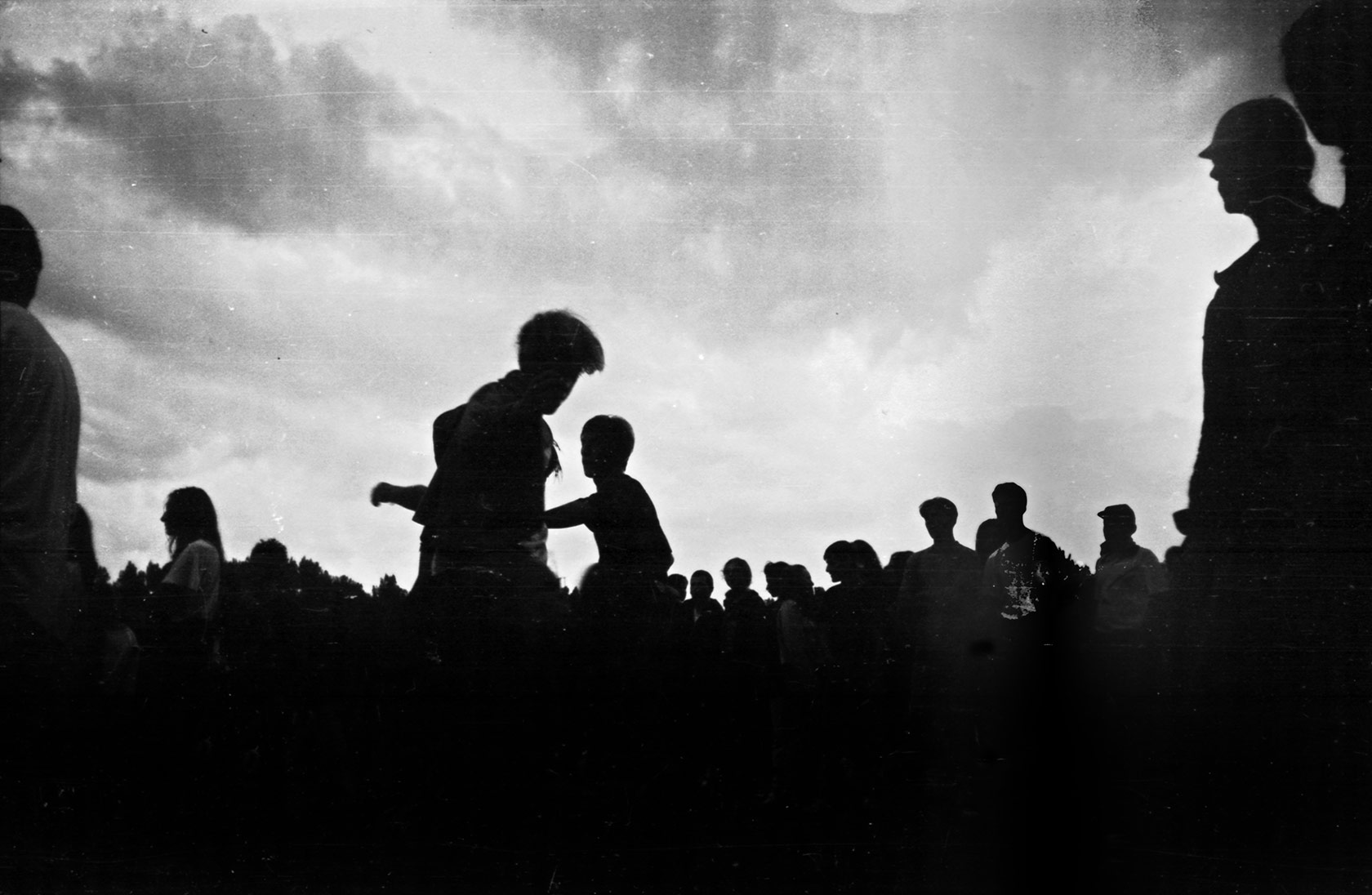
6 August 1993
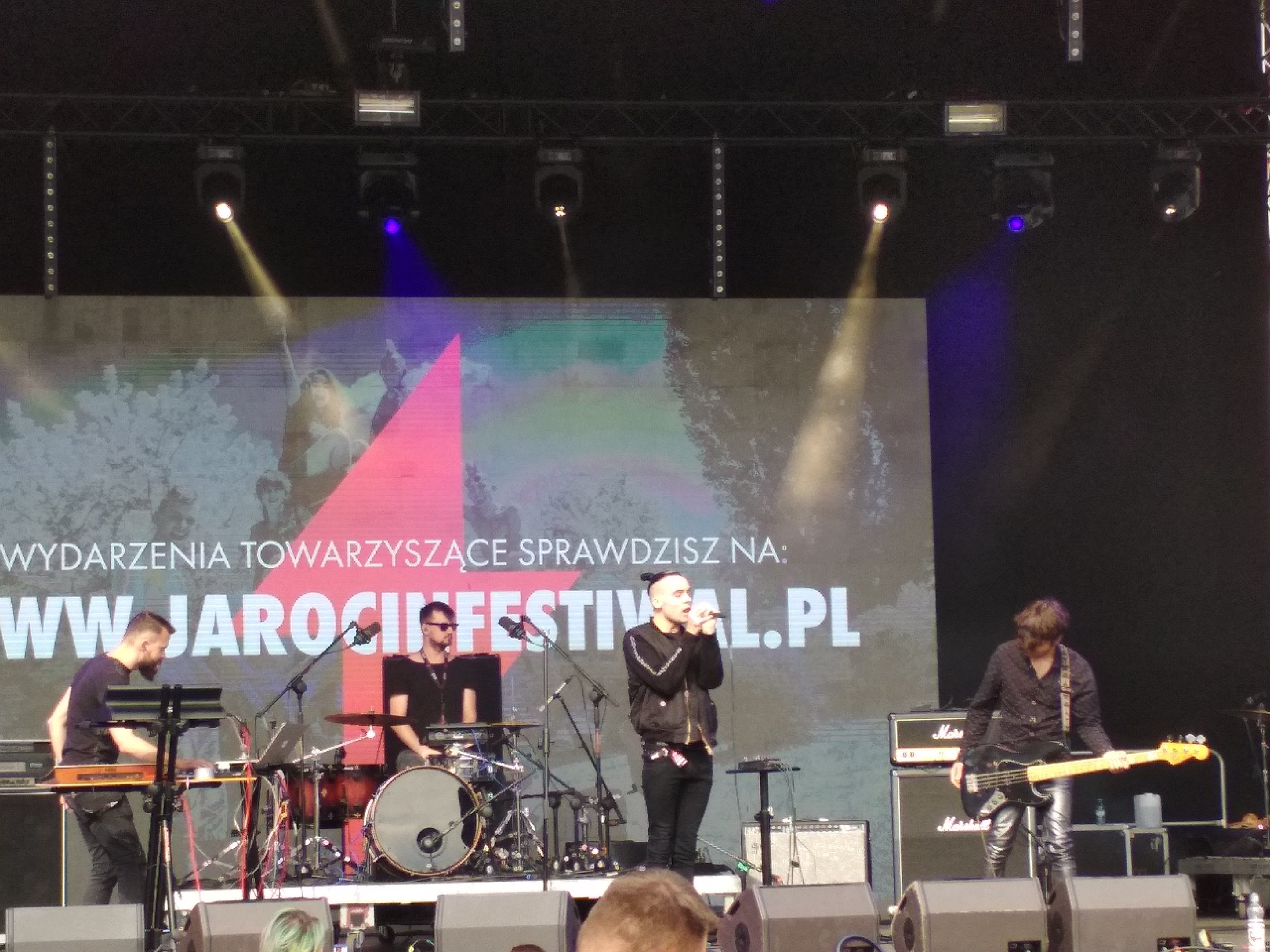
14 July 2017
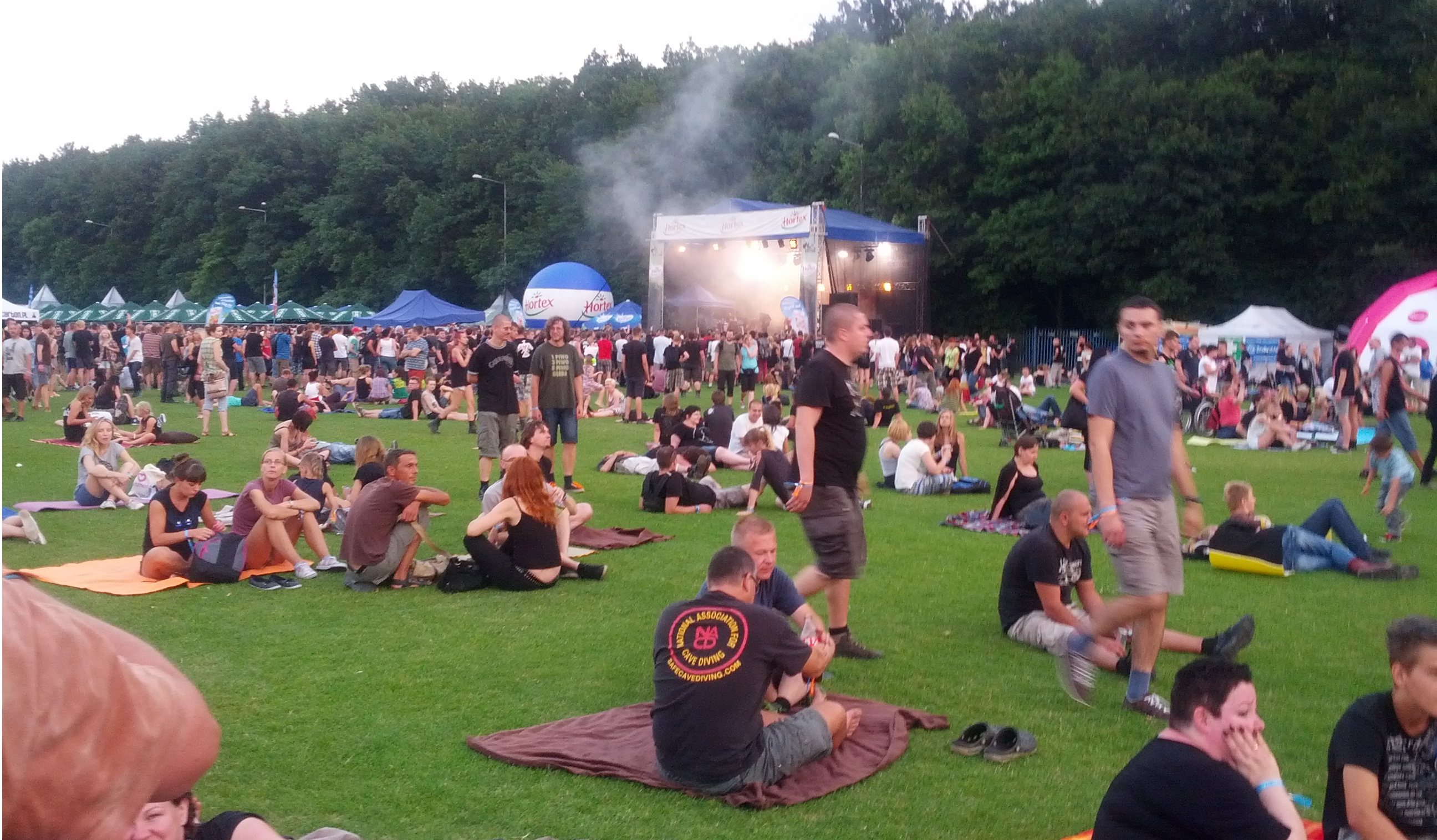
8 July 2014
18 July 2014
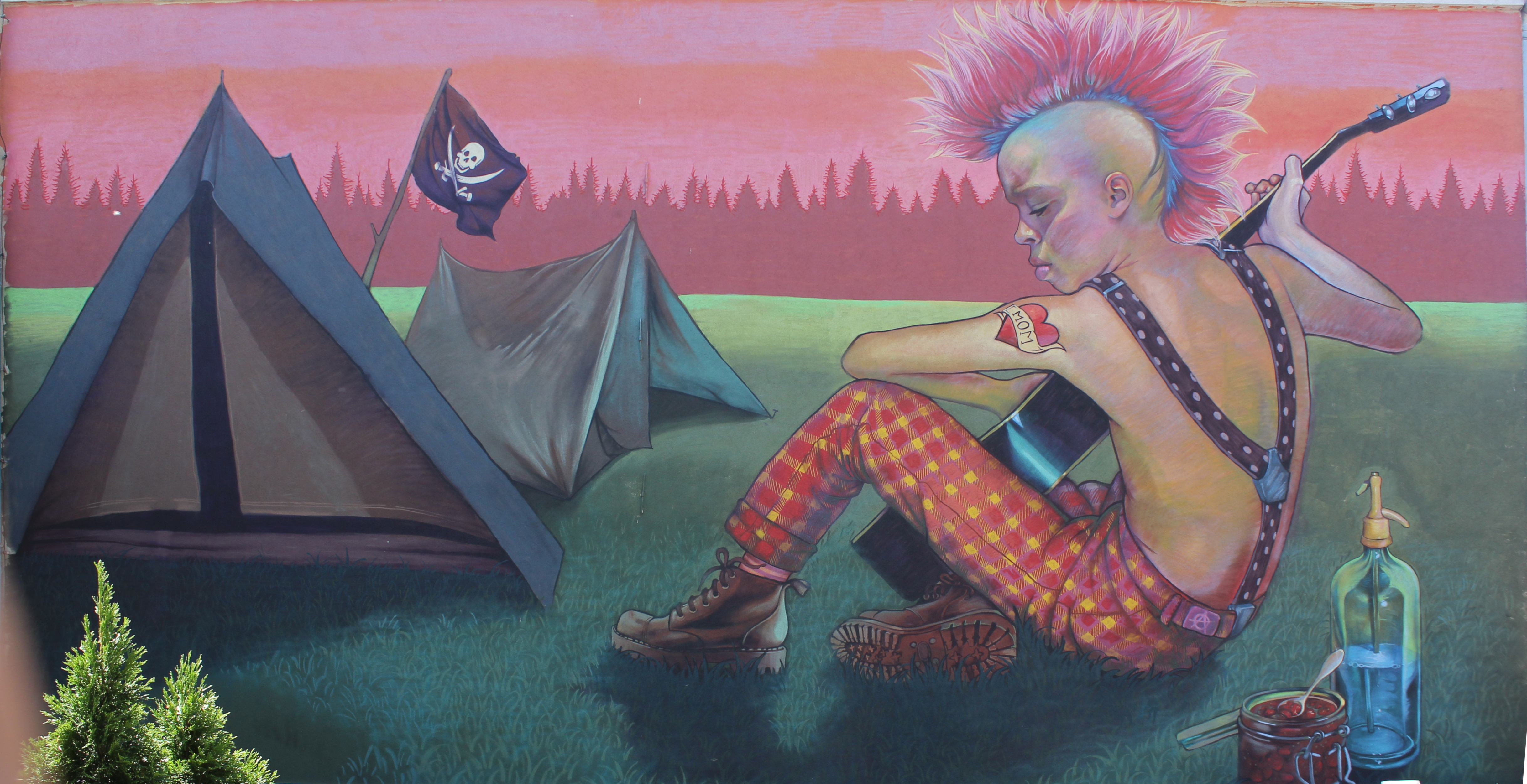
Taken on 7 August 2018
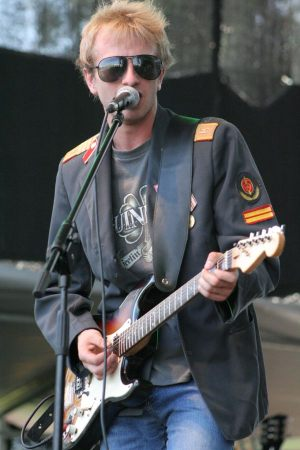
17 July 2009
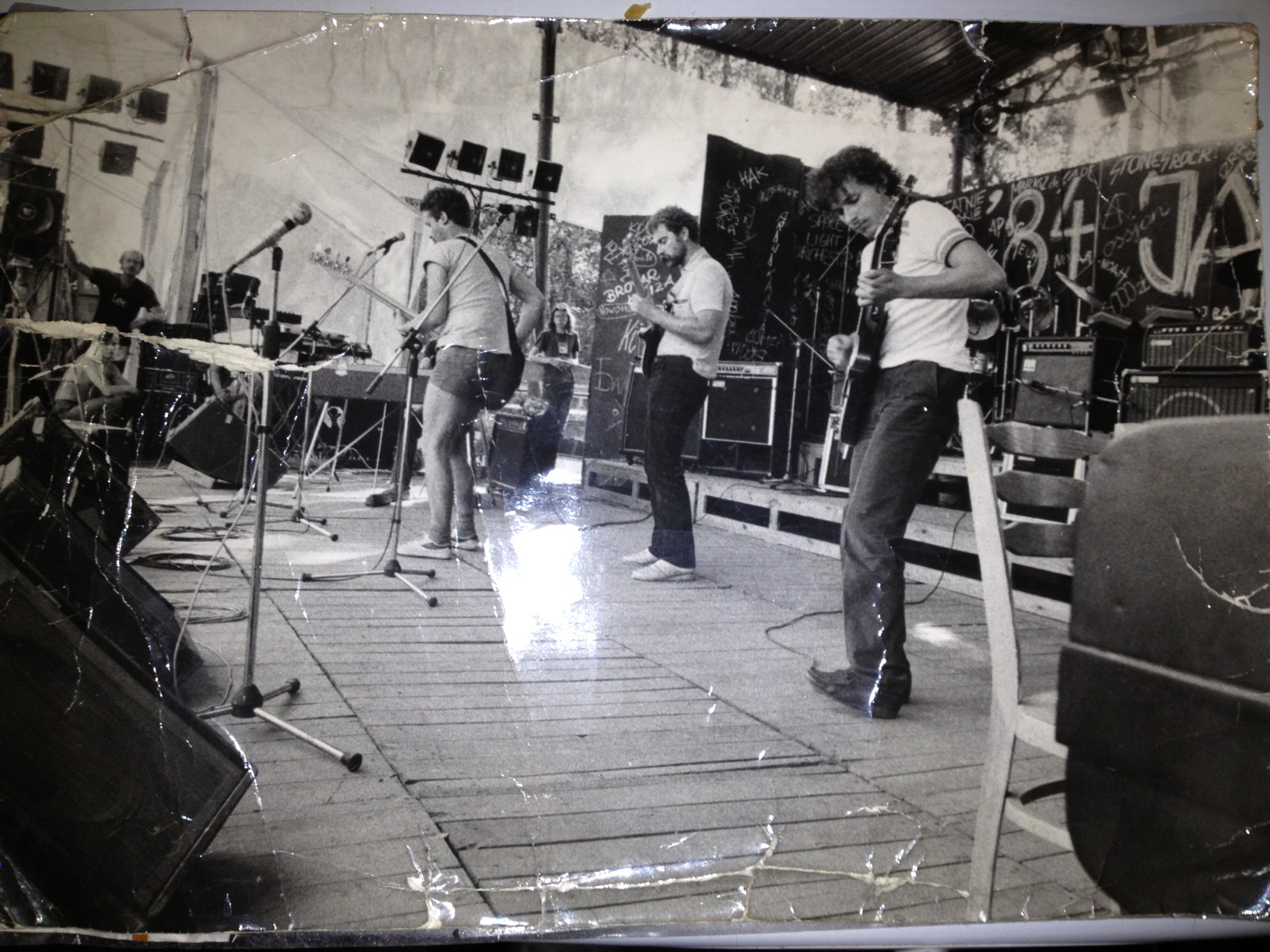
23 December 2012